# 6. ceremonia wręczenia nagród David di Donatello
6. ceremonia wręczenia włoskich nagród filmowych David di Donatello odbyła się 30 lipca 1961 roku w Teatro antico di Taormina.

## Laureaci i nominowani
Laureaci nagród wyróżnieni są wytłuszczeniem.

### Najlepszy reżyser
- Michelangelo Antonioni – Noc (tytuł oryg. La notte)

### Najlepszy producent
- Goffredo Lombardo – Rocco i jego bracia (tytuł oryg. Rocco e i suoi fratelli )
- Dino De Laurentiis – Wszyscy do domu (tytuł oryg. Tutti a casa )

### Najlepsza produkcja zagraniczna
- Metro-Goldwyn-Mayer – Ben-Hur (tytuł oryg. Ben-Hur)

### Najlepsza aktorka
- Sophia Loren – Matka i córka (tytuł oryg. La ciociara)

### Najlepszy aktor
- Alberto Sordi – Wszyscy do domu (tytuł oryg. Tutti a casa)

### Najlepszy aktorka zagraniczna
- Brigitte Bardot – Prawda (tytuł oryg. La verité)

### Najlepszy aktor zagraniczny
- Charlton Heston – Ben-Hur